# SECOR
Pour les articles homonymes, voir Secor.

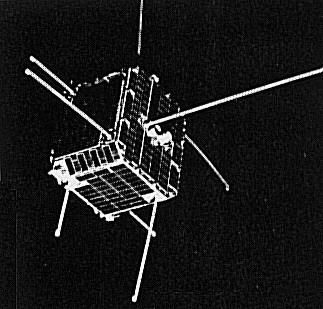
SECOR type II

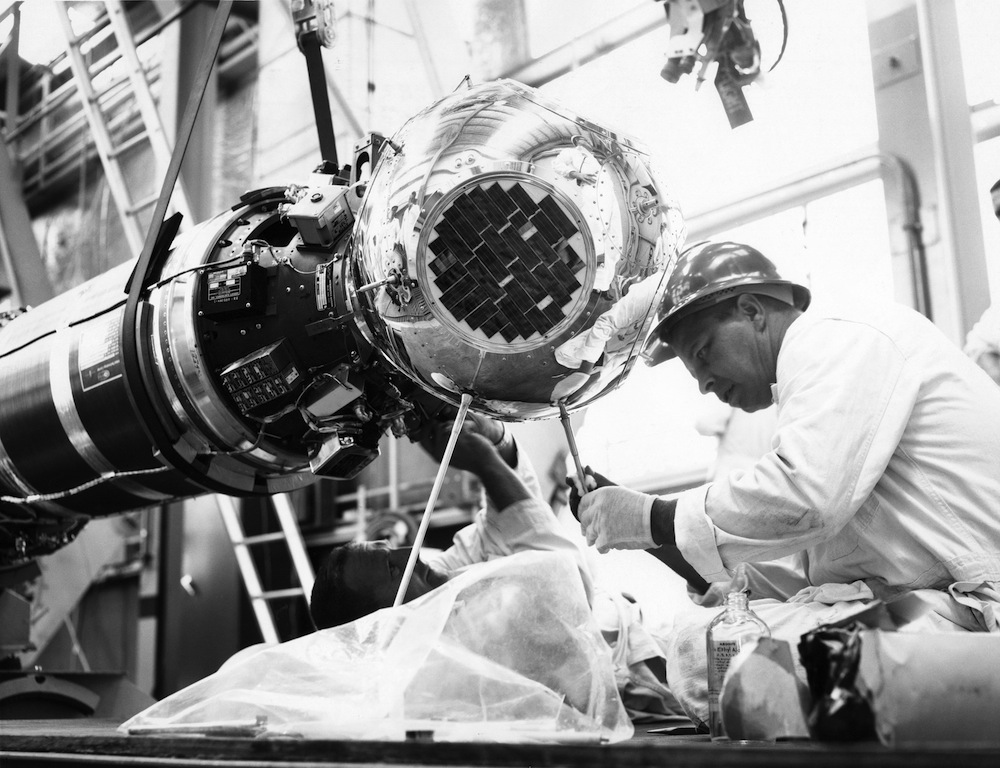
Un ingénieur de Ling-Temco-Vought faisant les ajustement finaux sur le SECOR 5 de type 1 sur la base de lancement de Wallops Flight Facility.

SECOR (en anglais : Sequential Collation of Range) ou EGRS (en anglais : Electronic & Geodetic Ranging Satellite) est une série de satellites artificiels des Forces armées des États-Unis construits par Cubic Corporation (en) utilisés pour effectuer des mesures géodésiques et déterminer avec précision l'emplacement de points à la surface de la Terre.

## Historique
Le concept de ce programme a été imaginé en 1954 par Cubic Corporation et validé ensuite par les services de l’United States Army. En 1961, avec le début de l'exploration spatiale, le programme est lancé et le premier tir a lieu en janvier 1962. Le projet est utilisé plus tard par les services de l’US Navy et de la United States Air Force.
Les expériences ont abouti aux systèmes Timation (en) et GPS Navstar.

## Caractéristiques
Deux types de satellites d'une vingtaine de kilogrammes et ayant une durée de vie de un à trois ans sont construits, le prototype et le SECOR 5 sont de type I, sphériques et mesurant 50 cm de diamètre, similaires aux satellites GRAB, tous les autres sont de type II de forme cubique, ils mesurent 25,2 × 29,8 × 24,9 cm pour 18 kg. 
Chaque satellite SECOR en orbite polaire basse entre 900 et 3 900 km d'altitude selon les missions était relié à quatre stations au sol - trois à des points géographiques où les coordonnées avaient été relevées avec précision et une quatrième à l'emplacement dont les coordonnées devaient être localisées. Les ondes radio ont été envoyées des stations au sol par satellite et renvoyées par un transpondeur. La position du satellite à tout moment a été fixée par les plages mesurées des trois stations connues. En utilisant ces positions précisément établies comme base, des distances allant du satellite à la station inconnue ont été utilisées pour calculer la position de la station inconnue. Lors du survol des émetteurs par le satellite, qui devait durer environ 12 minutes, il était possible d'effectuer environ 48 000 mesures de distance.
SECOR a permis aux continents et aux îles d'être intégrés dans le même réseau mondial géodésique.

## Historique des lancements
| Nom      | Date de lancement | Identifiant COSPAR | Masse (kg) | Notes                          |
| -------- | ----------------- | ------------------ | ---------- | ------------------------------ |
| SECOR 1  | 24 janvier 1962   | 1962-F02           |            | SECOR type I, Échec            |
| SECOR 1  | 11 janvier 1964   | 1964-001C          | 18 kg      |                                |
| SECOR 2  | 11 mars 1965      | 1965-017B          | 18 kg      | Échec partiel                  |
| SECOR 3  | 9 mars 1965       | 1965-016E          | 18 kg      |                                |
| SECOR 4  | 3 avril 1965      | 1965-027B          | 18 kg      |                                |
| SECOR 5  | 10 août 1965      | 1965-063A          | 24 kg      | SECOR type I                   |
| SECOR 6  | 9 juin 1966       | 1966-051B          | 17 kg      |                                |
| SECOR 7  | 19 août 1966      | 1966-077B          | 17 kg      |                                |
| SECOR 8  | 5 octobre 1966    | 1966-089B          | 17 kg      |                                |
| SECOR 9  | 29 juin 1967      | 1967-065A          | 20 kg      |                                |
| SECOR 10 | 18 mai 1968       | 1968-F04           |            | Échec                          |
| SECOR 11 | 16 août 1968      | 1968-F07           | 37 kg      | Échec du tir d'une Atlas SLV-3 |
| SECOR 12 | 16 août 1968      | 1968-F07           | 37 kg      | Échec idem.                    |
| SECOR 13 | 14 avril 1969     | 1969-037B          | 20 kg      |                                |